# 351785 Reguly
351785 Reguly è un asteroide della fascia principale. Scoperto nel 2006, presenta un'orbita caratterizzata da un semiasse maggiore pari a 2,4668188 UA e da un'eccentricità di 0,1793811, inclinata di 1,99750° rispetto all'eclittica.